# FCI Levadia Tallinn
FCI Levadia Tallinn je estonský fotbalový klub, hrající své domácí zápasy v hlavním městě Estonska Tallinnu. Klub byl založen v říjnu 1998 pod názvem FC Levadia Maardu.
Klub má na svém kontě i přes krátkou existenci již devět titulů v nejvyšší domácí soutěži (1999, 2000, 2004, 2006, 2007, 2008, 2009, 2013, 2014). Rok 2006 byl pro klub úspěšný i v Poháru UEFA. Levadia se totiž stala prvním estonským klubem, který postoupil do prvního kola této soutěže. Ve 2. předkole klub překvapivě přehrál nizozemské Twente Enschede a v 1. kole se utkal s anglickým klubem Newcastle United. V prvním domácí utkání Levadia podlehla favorizovanému soupeři 0:1, na hřišti soupeře pak podlehla 1:2 a byla tak ze soutěže vyřazena.

## Úspěchy
(včetně titulů pod názvem FC Levadia Maardu)
- 11× mistr 1. estonské ligy (1999, 2000, 2004, 2006, 2007, 2008, 2009, 2013, 2014, 2021, 2024)[1]
- 8× vítěz estonského fotbalového poháru (1999, 2000, 2004, 2005, 2007, 2010, 2012, 2014)[2]
- 5× vítěz estonského Superpoháru ( )[1]